# Wedding Awards
Wedding Awards é a primeira premiação brasileira de casamentos. É considerado o Oscar dos Casamentos, e foi criada em 2011.
Além de premiar as noivas, este prêmio também valoriza o trabalho de todos os profissionais envolvidos no segmento de casamentos.
O prêmio é dividido em 15 sub-categorias (divididas em 5 categorias). Cada categoria entrega 2 prêmios: os votados por um juri técnico, chamada de Best WA, e os por voto popular, chamada de Pop WA. A exceção fica para História de Amor e Responsabilidade Social, que recebe apenas votos técnicos.

## Categorias
1)Fotos: É dividida em 10 subcategorias - Noivos / O Beijo / Fine Art / Emoção / Making of / Daminha e/ou Pajem / Wedding Creative Idea / Noiva / Decoração / O casamento
2)Video: É dividida em 1 subcategoria - Filmagem
3)Wedding Web: É dividida em 1 subcategoria - Site ou Blog
4)Responsabilidade Social: É dividida em 1 subcategoria - Projeto Social
5)História de Amor: É dividida em 2 subcategorias - Do Namoro ao Casamento / Bem Casados.